# Andrzej Zborowski (zm. 1630)
Andrzej Zborowski z Rytwian herbu Jastrzębiec (zm. 30 kwietnia 1630) – kasztelan oświęcimski w latach 1618–1630, starosta uściecki.

## Życiorys
Jako senator był obecny na sejmach: 1620, 1623, 1626 (I) i 1628 roku.
Deputat z Senatu na Trybunał Skarbowy Koronny w 1626 roku.